# قلعة لر
قلعة لر هي قرية في مقاطعة هريس، إيران. عدد سكان هذه القرية هو 455 في سنة 2006.